# Madison Charney
Madison Charney (Brooks, 5 oktober 1994) is een Canadees skeletonster.

## Carrière
Charney maakte haar wereldbekerdebuut in het seizoen 2014/15 waar ze uiteindelijk 24e werd in de eindstand. Na drie seizoenen van afwezigheid maakte ze in het seizoen 2018/19 haar comeback in de wereldbeker met een 23e plaats als eindresultaat. Het volgende seizoen ging iets beter en ze werd 20e.
In 2019 nam ze deel aan het wereldkampioenschap in eigen land waar ze een 17e plaats behaalde en zesde werd in de landenwedstrijd.

## Resultaten

### Wereldkampioenschappen
| Jaar | Plaats   | Resultaat                          |
| ---- | -------- | ---------------------------------- |
| 2019 | Whistler | 17e Individueel 6e Landenwedstrijd |

### Wereldbeker
Eindklasseringen
| Seizoen   | Rang |
| --------- | ---- |
| 2014/2015 | 24e  |
| 2015/2016 | /    |
| 2016/2017 | /    |
| 2017/2018 | /    |
| 2018/2019 | 23e  |
| 2019/2020 | 20e  |